# Sarcophaga hainanna
Sarcophaga hainanna är en tvåvingeart som beskrevs av Xue och Zhang 2004. Sarcophaga hainanna ingår i släktet Sarcophaga och familjen köttflugor. Inga underarter finns listade i Catalogue of Life.